# Zygmunt Szweykowski (historyk literatury)

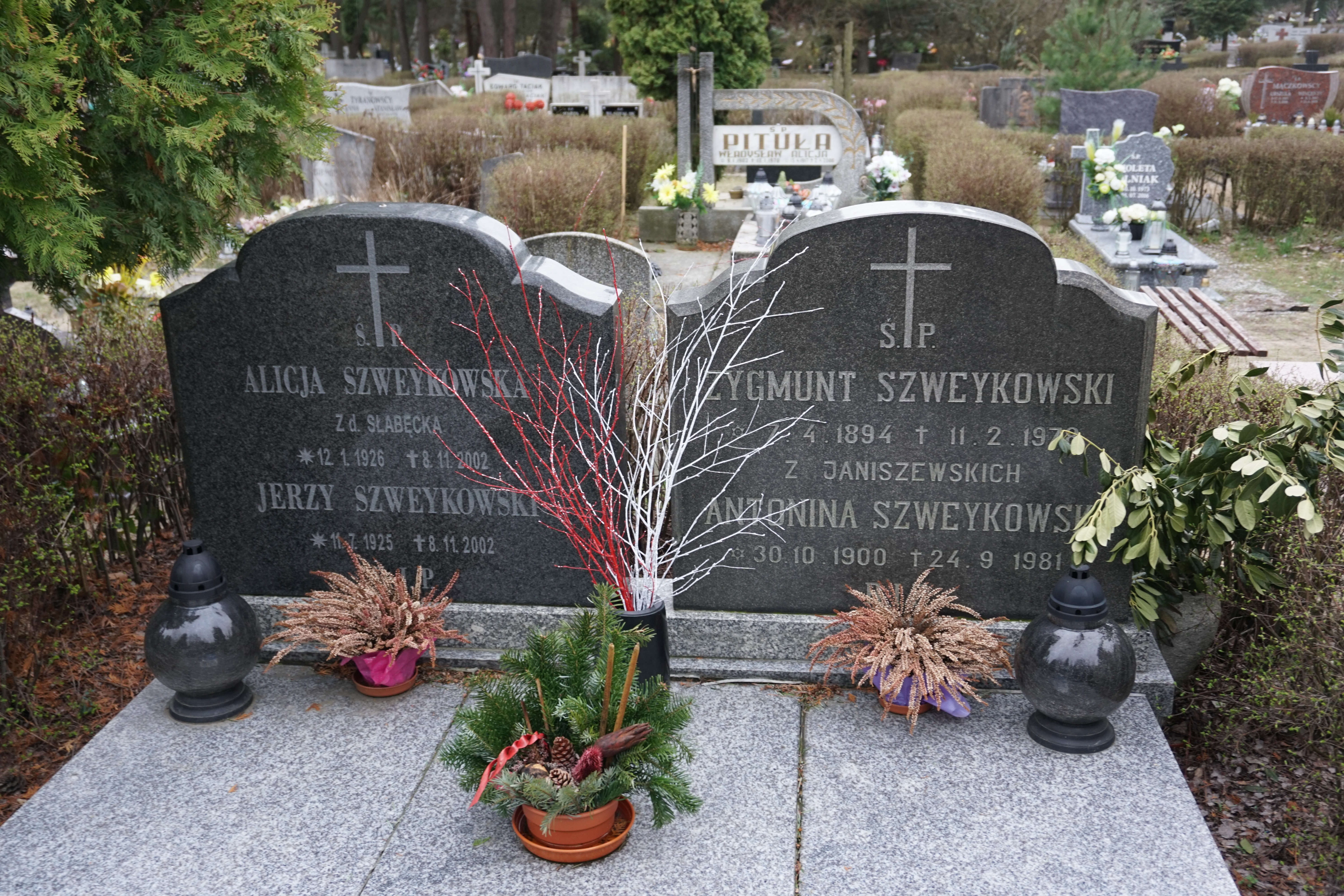
Grób profesora Zygmunta Szweykowskiego na cmentarzu Miłostowo w Poznaniu

Zygmunt Szweykowski (ur. 7 kwietnia 1894 w Krośniewicach, zm. 11 lutego 1978 w Poznaniu) – polski historyk literatury. 

## Życiorys
Urodził się 7 kwietnia 1894 w Krośniewicach, w rodzinie Ildefonsa i Zofii z Chmielewskich. W 1903 rozpoczął naukę w gimnazjum rządowym w Pułtusku, z którego został wydalony za udział w strajku szkolnym w 1905. Ukończył gimnazjum realne Witolda Wróblewskiego w Warszawie (1912), maturę zdał eksternistycznie w 1913. Studiował na Wydziale Humanistycznym Uniwersytetu Warszawskiego (doktorat z filozofii w 1920). W latach 1918–1920 ochotniczo służył w Wojsku Polskim. Następnie w Warszawie pracował jako nauczyciel języka polskiego w prywatnej szkole średniej Marty Łojkówny i Gimnazjum Żeńskim im. Juliusza Słowackiego. W 1928 habilitował się we Lwowie na podstawie rozprawy „Lalka” Bolesława Prusa. W 1929 przebywał na studiach w Paryżu. W latach 1933–1934 był redaktorem „Rocznika Literackiego”. W latach 1934–1939 profesor nadzwyczajny Wolnej Wszechnicy Polskiej w Warszawie i w Łodzi, od 1937 zastępca profesora Uniwersytetu Warszawskiego. W 1939 został mianowany profesorem zwyczajnym Uniwersytetu Poznańskiego.
Był członkiem przybranym Towarzystwa Naukowego we Lwowie, członkiem korespondentem Towarzystwa Naukowego Warszawskiego.
W okresie II wojny światowej wykładowca tajnego Uniwersytetu Ziem Zachodnich w Warszawie i Częstochowie. W latach 1946–1964 profesor UAM w Poznaniu, od 1949 członek PAU.
Specjalizował się w XIX-wiecznej prozie polskiej.
Był żonaty z Antoniną Janiszewską, z którą miał trzech synów: Jerzego, Zygmunta Mariana i Piotra.
Został pochowany na cmentarzu Miłostowo w Poznaniu (pole 31, kwatera A-3-9). 

## Ordery i odznaczenia
- Krzyż Komandorski Orderu Odrodzenia Polski (1970)[3]
- Krzyż Oficerski Orderu Odrodzenia Polski (1956)
- Medal 10-lecia Polski Ludowej (24 lutego 1955)[4]
- Medal Polskiej Akademii Nauki im. Mikołaja Kopernika (1972)
- Medal za „Zasługi dla Uniwersytetu im. Adama Mickiewicza w Poznaniu” (1975)

## Upamiętnienie
Jego imieniem nazwana jest ulica na poznańskim Piątkowie.

## Publikacje
- Powieści historyczne Henryka Rzewuskiego (1922)
- „Lalka” Bolesława Prusa (1927)
- Twórczość Bolesława Prusa (1947 i 1972)
- „Trylogia” Henryka Sienkiewicza. Szkice (1961)
- Nie tylko o Prusie (1967)
- „Trylogia” Sienkiewicza i inne szkice o twórczości pisarza (1973)